# أزمة كادونا الجنوبية
أزمة كادونا الجنوبية هي جزء من سلسلة من الصراعات العرقية في نيجيريا. الأزمة مرتبطة بقضايا التوتر الديني والعرقي وأزمة رعاة الفولاني، فضلاً عن المد المتنامي لأعمال قطع الطرق، وانعدام الأمن العام، خاصة في شمال البلاد.
شهدت السنوات الأخيرة مقتل أعداد كبيرة من الأشخاص في حوادث متصلة بهذه الأزمة.